# قاچاق جنسی در قرقیزستان

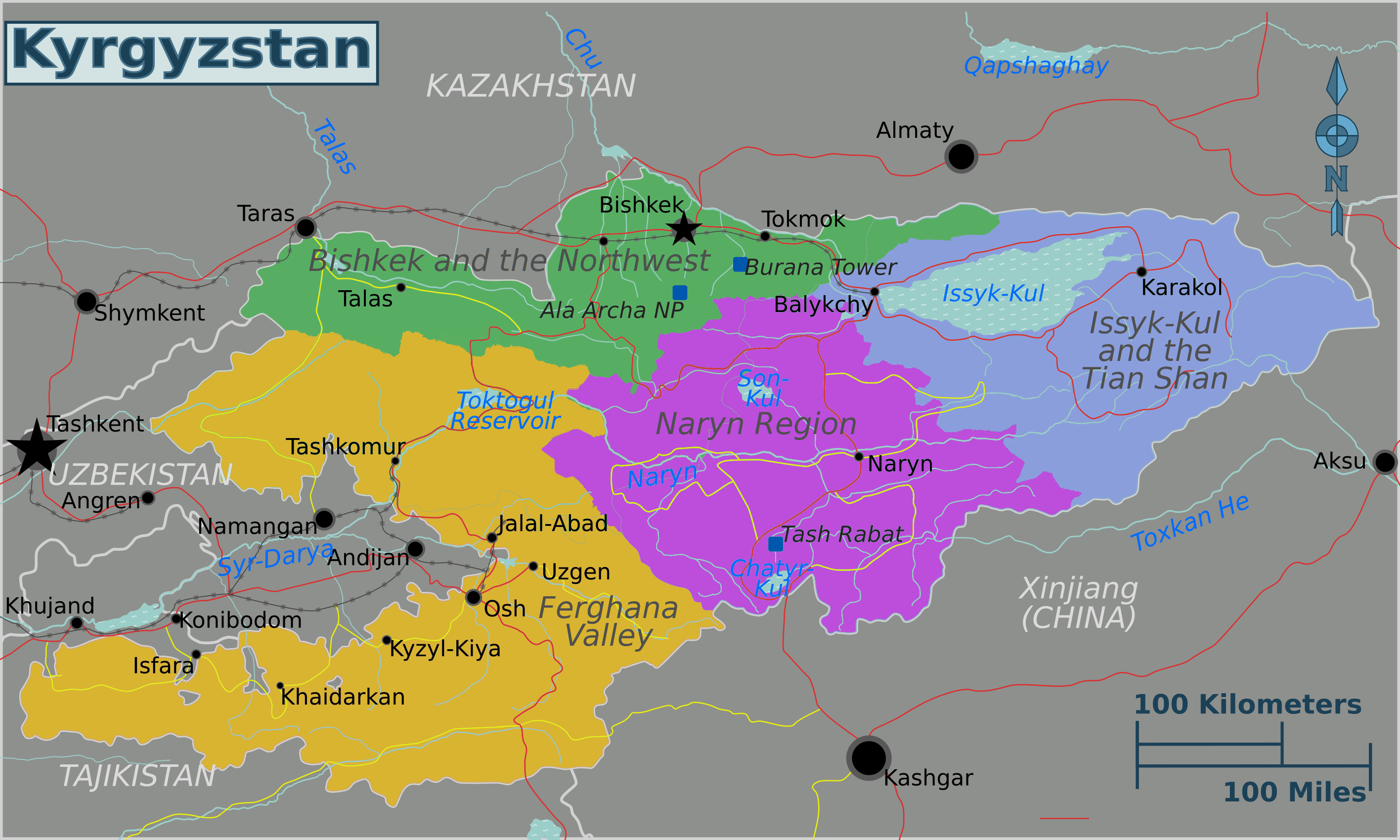
شهروندان قرقیزستان و قربانیان خارجی به منظور قاچاق جنسی به داخل و خارج از مناطق مختلف قرقیزستان برده می‌شوند. آن‌ها در فاحشه‌خانه‌ها، مشاغل، منازل، هتل‌ها، باشگاه‌های شبانه و سایر مکان‌ها در این مناطق مورد تجاوز، آزار جسمی و روانی قرار می‌گیرند.

قاچاق جنسی در قرقیزستان نوعی قاچاق انسان با هدف بهره‌کشی جنسی و بردگی است که در جمهوری قرقیزستان رخ می‌دهد. 
قربانیان قاچاق جنسی، که عمدتاً زنان و دختران هستند، از تمامی گروه‌های قومی قرقیزستان و همچنین اتباع خارجی تشکیل می‌شوند. این افراد در داخل قرقیزستان و به کشورهای دیگر در آسیا و سایر قاره‌ها قاچاق می‌شوند. کودکان، افراد فقیر و مهاجران به‌ویژه در معرض خطر قاچاق جنسی قرار دارند. قربانیان ربوده شده، فریب‌خورده، تهدید شده و یا به فحشا و ازدواج‌های اجباری وادار می‌شوند. مدارک هویتی از جمله گذرنامه‌های آن‌ها معمولاً مصادره می‌شود. آن‌ها متحمل سوءاستفاده‌های جسمی و روانی شده و در شرایط نامناسبی نگهداری می‌شوند. بسیاری از قربانیان بر اثر تجاوزهای مکرر به بیماری‌های مقاربتی مبتلا می‌شوند. گاهی اوقات نیز اعضای خانواده آن‌ها مورد تهدید قرار می‌گیرند.  
دولت قرقیزستان به دلیل ناکارآمدی در مقابله با قاچاق جنسی و ارائه خدمات حمایتی به قربانیان مورد انتقاد قرار گرفته است. فساد یکی از مشکلات اساسی در این زمینه بوده و برخی مقامات و نیروهای پلیس در جرایم مربوط به قاچاق جنسی همدست بوده‌اند.

## دزدی عروس
ربودن اجباری عروس، که در آن زنان و دختران از طریق فشار اجتماعی، ارعاب یا خشونت مجبور به ازدواج و بارداری می‌شوند، نوعی قاچاق جنسی در قرقیزستان محسوب می‌شود. 